# Droga wojewódzka nr 326
Droga wojewódzka nr 326 (DW326) – droga wojewódzka klasy Z o długości 1,2 km łącząca drogę wojewódzką nr 325 z drogą wojewódzką nr 292 w Bytomiu Odrzańskim.
Droga przebiegająca przez Odrę jest nieprzejezdna. Przeprawa promowa w Bytomiu Odrzańskim została zlikwidowana w 1986 roku. Możliwość przeprawy pieszych i rowerów łodzią wiosłową istniała do 2018 roku.